# Fleischzartmacher

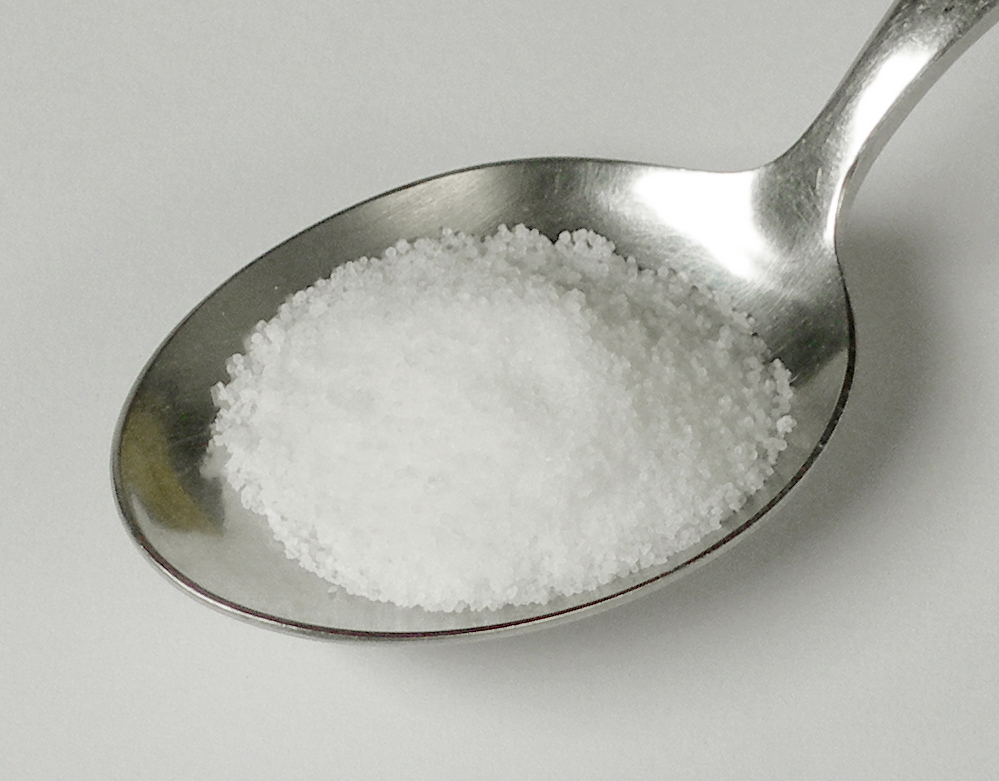
Fleischzartmacher (Salz, Zucker, Papain)

Als Fleischzartmacher (englisch Tenderizer) werden zusammenfassend verschiedene pflanzliche Enzyme und mit ihnen hergestellte Mittel bezeichnet, die das Gewebe von Fleisch lockern und es so mürber machen. Gewonnen werden die verwendeten Enzyme Papain, Bromelain und Ficain aus Papayas, Ananas und Feigen. Auch Kiwis enthalten ein proteinauflösendes Enzym, das Actinidain.

## Prinzip
Schlachtfrisches Fleisch ist zäh – vor allem durch das die Muskelfasern umschließende Bindegewebe. Erst nach dem Abhängen über je nach Fleischart einige Tage bis zu zwei Wochen wird es mürbe, verursacht durch im Fleisch enthaltene Enzyme (Autolyse) und bakterielle Stoffwechselprodukte, vor allem Milchsäure, die das Bindegewebe teilweise zu Gelatine umwandeln. Marinieren über Stunden oder Tage lockert ebenfalls durch Säure das Gewebe. Fleischzartmacher enthalten dagegen wesentlich schneller wirksame Enzyme, die das Bindegewebe durch Proteolyse auflösen – ein Vorgang, der ähnlich auch bei der Verdauung stattfindet. Sie werden daher zur Verkürzung des Abhängens eingesetzt, auch als Ersatz für das Marinieren oder lange Schmoren von besonders bindegewebsreichem Fleisch. Bei Kühlhaus- oder Kühlschranktemperatur bleiben diese Enzyme weitgehend inaktiv. Erst beim Erwärmen werden sie wirksam, bis sie durch den Garprozess schließlich gerinnen.
Bei den Indios wurde traditionell der Saft von Papayas und Ananas für die Zubereitung von Fleischgerichten verwendet. Der Physiker und Hobbykoch Nicholas Kurti untersuchte verschiedene Methoden zum Zartmachen von Fleisch und demonstrierte 1969 in einer Sitzung der Royal Institution den enzymatischen Effekt am Beispiel eines Schweinebratens, in dessen eine Hälfte er Ananassaft injiziert hatte.

## Anwendungsweise
In den 1970er Jahren wurden in einigen Ländern wie den USA und Großbritannien Tieren Fleischzartmacher kurz vor der Schlachtung in die Blutbahn injiziert, wodurch sie sich noch im Gewebe verteilen konnten. Das Abhängen ließ sich dadurch vermeiden, allerdings machte diese Praxis empfindliche Innereien wie Niere, Leber und Zunge unverkäuflich. Zudem gab es Proteste traditionell arbeitender Fleischproduzenten, die zu Verboten dieses Verfahrens führten. Ein etwas anderes, aufwändigeres Verfahren ist die Injektion ins Fleisch kurz nach der Schlachtung, die aber nur lokal wirkt und deshalb mehrfach vorgenommen werden muss.
Fleischzartmacher für den Haushalt bestehen im Wesentlichen aus Salz als Streckmittel, um die Dosierung der Enzyme zu erleichtern. Weitere Bestandteile sind je nach Hersteller Zucker, Milchzucker, Mononatriumglutamat (Geschmacksverstärker), Gewürze, Würze und Trennmittel wie Magnesiumcarbonat. Diese Fleischzartmacher werden anstelle von einfachem Salz verwendet, sie dienen teilweise auch als Würzmittel. Damit die Enzyme sich im Fleisch verteilen können, sollte so behandeltes Fleisch vor dem Garen je nach Dicke bis zu einigen Stunden ruhen.

## Mechanische Fleischzartmacher
Die sogenannten Steaker werden in einfachen Ausführungen für den Haushalt gelegentlich auch als Fleischzartmacher bezeichnet. Dabei handelt es sich um Geräte, die mit zahlreichen wie auf einem Nagelbrett angeordneten Klingen die Muskelfasern vielfach durchtrennen und dadurch das Gewebe lockern. Durch die damit verbundene Vergrößerung der Oberfläche und Gewebezerstörung trocknet das Fleisch beim Braten leichter aus. Zu dem gleichen Zweck werden auch Fleischklopfer verwendet.